# NGC 830
NGC 830 este o galaxie lenticulară situată în constelația Balena. A fost descoperită în 23 septembrie 1865 de către Heinrich Louis d'Arrest. Se află la o distanță de 54 de megaparseci de Pământ.